# Грбаты, Ян
Ян Грбаты (чеш. Jan Hrbatý; 20 января 1942, Стражиско, Протекторат Богемии и Моравии — 23 июля 2019) — чехословацкий хоккеист, нападающий. Серебряный призёр зимних Олимпийских игр 1968 года, двукратный бронзовый призёр чемпионатов мира. Семикратный чемпион Чехословакии.

## Биография
Ян Грбаты начал игровую карьеру в 1958 году в команде города Простеёв. С 1961 по 1980 год выступал за клуб «Дукла Йиглава», в составе которой стал семикратным чемпионом Чехословакии.
С 1964 по 1970 год играл за сборную Чехословакии. В составе сборной становился серебряным призёром Олимпийских игр 1968 года в Гренобле и два раза был бронзовым призёром чемпионатов мира.
После окончания игровой карьеры работал тренером в юниорских командах йиглавской «Дуклы», а в сезонах 1992/93—1995/96 был ассистентом главного тренера основной команды.
17 декабря 2015 года введён в зал славы чешского хоккея.

## Достижения
- Серебряный призёр Олимпийских игр и чемпионата мира 1968
- Бронзовый призёр чемпионатов мира 1969—1970 (2 раза)
- Чемпион Чехословакии 1967—72, 1974 (7 раз)
- Серебряный призёр чемпионатов Чехословакии 1966, 1973, 1977, 1979—1980 (5 раз)
- Бронзовый призёр чемпионата Чехословакии 1964, 1975—1976 (3 раза)
- Обладатель Кубка Шпенглера 1965, 1966, 1968, 1978 (4 раза)

## Статистика
- Чемпионат Чехословакии — 586 игр, 222 шайбы
- Сборная Чехословакии — 57 игр, 15 шайб[5]
- Всего за карьеру — 643 игры, 237 шайб

## Семья
Его брат священник Эдуард Грбаты (15.08.1923 — 21.05.2013). Сын Ян Грбаты-младший и внуки Филип и Ян играли в хоккей.